# Ligidioides intermedius
Ligidioides intermedius là một loài chân đều trong họ Ligiidae. Loài này được Wahrberg miêu tả khoa học năm 1922.